# أيومي هاجيوارا
أيومي هاجيوارا (باليابانية: 萩原歩美) هي منافسة ألعاب القوى يابانية، ولدت في 1 يونيو 1992.

## وصلات خارجية
- أيومي هاجيوارا على موقع الاتحاد الدولي لألعاب القوى (الإنجليزية)